# Vuilwatertank
Een vuilwatertank is een reservoir voor het opslaan van afvalwater. Een dergelijke tank is voornamelijk op schepen aanwezig maar kan ook bij andere installaties zoals fabrieken, offshore-platforms en andere - meestal afgelegen - locaties aanwezig zijn. Een vuilwatertank heeft geen afvoer of overloop zoals bij een septictank, maar moet mechanisch geleegd worden.

## Schepen
Schepen mogen sinds 1997 afvalwater niet meer lozen op oppervlaktewater, maar moeten het aan de wal lozen bij daarvoor bestemde lozingspunten. Met vuilwater wordt in dit geval alleen het toiletwater aan boord van schepen bedoeld. Dus de uitwerpselen en het toiletspoelwater. Men noemt dit ook wel zwart water.
Het andere afvalwater aan boord noemt men grijs water. Met het grijze afvalwater wordt het huishoudelijk afvalwater van de wasbak, de douche, etc. bedoeld.
Tot voor kort ging al dit afvalwater overboord c.q. liep dit gewoon uit het schip weg in het oppervlaktewater. Hierdoor ontstond vervuiling op plaatsen waar veel schepen zijn, zoals in havens, rond eilandjes, etc.
Met een vuilwatertank wordt het vuile water niet meer overboord gepompt maar opgeslagen in een tank aan boord van het schip; dit wordt dan in havens uitgezogen via daarvoor aanwezige apparatuur en komt het in het riool terecht. Bij de rioolwaterzuivering wordt het gezuiverd, waarna het gezuiverde water weer in ons oppervlaktewater terechtkomt.